# 泰国南鳅
泰国南鳅（学名：Schistura thai）为鳅科南鳅属的鱼类，俗名八斑条鳅、泰国条鳅。分布于泰国湄公河和湄南河以及云南南部的澜沧江及其附属水体和云县南定河等。该物种的模式产地在泰国布阿亚和清迈。

## 扩展阅读
維基物種上的相關：泰国南鳅